# Antonio Carnero Trogner
Antonio Carnero Trogner (Bruselas, 1568 – después de noviembre de 1661) fue un político español, conocido por haber sido secretario del conde-duque de Olivares, valido de Felipe IV de España.

## Biografía
Fue uno de los hijos del matrimonio formado por Alonso Carnero y Ana Trogner. Sus abuelos paternos fueron Antonio Carnero e Inés Suárez, naturales de Madrid. Por parte de madre era nieto de Juan de Trogner y de Catalina van der Heiden, ambos nacidos en Amberes.
Su padre fue un funcionario al servicio del ejército español en Flandes donde conoció a Ana Trogner. En concreto, Alonso Carnero fue contador del ejército entre 1587 y 1589. Antonio tuvo un hermano llegaría a ser ayuda de cámara del rey (como el propio Antonio) y secretario del Consejo de Italia. Antonio Carner Trogner no debe de ser confundida con su primo Antonio Carnero, militar y escritor.
Antonio siguió la carrera de funcionario, comenzando por ser secretario en Flandes. Ejercería este cargo hasta 1621 en que comenzó a servir a Baltasar de Zúñiga, valido del flamante Felipe IV de España. Al morir este en octubre del año siguiente, pasó junto con Francisco Albiz al servicio del sobrino de Zúñiga y sucesor en el valimiento, Gaspar de Guzmán, conde de Olivares (después conocido como Conde-duque de Olivares).
Cuatro años después, en diciembre de 1626, fue nombrado ayuda de cámara de Felipe IV. Dos años después fue hecho secretario del Consejo de Órdenes. En 1635 sería nombrado secretario de los asuntos del reino de Nápoles, sucediendo a Matienzo.

Durante su etapa como secretario de Olivares llegó a ser el primero de sus secretarios y a gozar de una inmensa confianza del valido quien trabajaba con él continuamente. Este favor le granjeó también enemistades que le supondrían ser víctima de diferentes ataques personales. En esta época fue descrito por el embajador inglés, sir Arthur Hopton: 
Hombre muy honrado y muy buen amigo (aunque me robó el perro).
El biógrafo del conde-duque de Olivares, John H. Elliott definió a Carnero en los siguientes términos:
[frente a otros secretarios del Conde-duque] conocía los secretos del conde-duque, y su mano enérgica y clara, que a veces se muestra trabajando a toda velocidad, siguiendo el dictado de su señor, nos la encontramos una y otra vez a lo largo de una documentación que abarca más de veinte años.
Tras la caída y destierro de Olivares en enero de 1643, siguió visitándole en Toro. Además intentó interceder por Olivares ante el nuevo valido Luis de Haro, para que este le permitiera trasladarse al monasterio de Loeches, de su patronazgo, más cercano a Madrid.
Durante el valimiento de Luis de Haro, Antonio Carnero mantuvo sus cargos y llegó a desempeñar el de Secretario de Estado entre octubre de 1660 y noviembre del año siguiente.
Murió en Madrid en ese año.

## Matrimonio y descendencia
Contrajo matrimonio en Madrid con Ana María de Zárate. Tuvieron once vástagos, entre los que sobresalen:
- Alonso Carnero Ortiz de Zárate, señor de Chapinería. Fue caballero de la Orden de Santiago (1653), regidor perpetuo de Ávila y consejero del Consejo de Castilla y miembro de su Cámara.
- Antonio Carnero Ortiz de Zárate, caballero de la Orden de Santiago, casado con Inés de Torres, natural de Granada, con descendencia.

## Órdenes y cargos

### Órdenes
- Caballero de la Orden de Santiago (1636)[6]

### Cargos
- Secretario de Estado.
- Secretario del Rey honorario (15 de octubre de 1624-)
- Secretario de la Cámara de Castilla. (1643-)
- Secretario del Consejo de las Órdenes (1628-)[2]
- Ayuda de cámara del Rey de España (diciembre de 1626-)
- Teniente de Alcaide del Buen Retiro en nombre del Conde-duque de Olivares.

### Individuales
1. ↑  Gascón de Torquemada, Gerónimo (1991). «Diciembre de 1626». Gaçeta y nuevas de la Corte de España desde el año 1600 en adelante. RAMHG. p. 257. ISBN 978-84-600-7855-5. Consultado el 17 de abril de 2022.
2. 1 2  Gascón de Torquemada, Gerónimo (1991). «Octubre de 1628». Gaçeta y nuevas de la Corte de España desde el año 1600 en adelante. RAMHG. p. 292. ISBN 978-84-600-7855-5. Consultado el 17 de abril de 2022.
3. ↑  Gascón de Torquemada, Gerónimo (1991). «Diciembre de 1635». Gaçeta y nuevas de la Corte de España desde el año 1600 en adelante. RAMHG. p. 383. ISBN 978-84-600-7855-5. Consultado el 17 de abril de 2022.
4. ↑  Citado en Elliott, J. H. (1998). El conde-duque de Olivares. Mondadori. p. 326. ISBN 84-397-0248-5.
5. ↑  Elliott, J. H. (1998). El conde-duque de Olivares. Mondadori. p. 326. ISBN 84-397-0248-5.
6. ↑  «Expediente para la concesión del título de caballero de la orden de Santiago a Antonio Carnero». Portal de Archivos Españoles. Diciembre de 1636.